# Катализатор (Новые приключения Человека-паука)
«Катализатор» (англ. Catalysts) — седьмой эпизод американского мультсериала «Новые приключения Человека-паука», основанного на одноимённом персонаже комиксов Marvel, созданном Стэном Ли и Стивом Дитко. Первый показ состоялся 26 апреля 2008 года.

## Сюжет
В школе Мидтаун наступает выпускной вечер. Гарри Озборн со своей девушкой Глорией и с некоторыми членами футбольной команды прибывает на праздник на лимузине. Когда его подруга Гвен Стейси здоровается с ним, он игнорирует её и проходит мимо. Вскоре приходит Питер Паркер и ошеломляет всех тем, что приводит с собой красавицу Мэри Джейн Уотсон. Флэш Томпсон пытается испортить ему свидание, упомянув о пари, которое они с Питером заключили. Мэри Джейн не обращает на это внимание и отправляется танцевать с Паркером. Гарри идёт за напитками и слышит, как Глория мирится со своим бывшим парнем и возвращается к нему. Гарри в ярости и идёт к своему шкафчику, из которого достаёт и выпивает пузырёк с зелёной смесью.
Тем временем на другом конце города загадочный суперзлодей, нарядившийся будто на Хэллоуин в зелёно-фиолетовый костюм, безумный Зелёный гоблин врывается в лабораторию Oscorp и крадёт технологию, в том числе летающий планёр. С этим оборудованием Гоблин улетает и нападает на группу воров, которые работают на криминального авторитета Большого Босса. При помощи тыквенной бомбы он помогает бандитам открыть украденный ими сейф и вербует их к себе. Вместе с подручными Гоблин захватывает гостей на званом ужине, организованном Большим Боссом под его альтер эго в качестве филантропа Томпсона Линкольна. Линкольн не впечатлён и направляет своих охранников на Гоблина и его террористов, но первых легко побеждают. Полковник ВВС Джон Джеймсон тоже пытается сразиться с ними, но с ним тоже справляются.
В газете «Daily Bugle» связываются с Питером, чтобы тот отправился фотографировать нападение на вечеринку. Паркер вынужден оставить Мэри Джейн, которая понимает, что это его работа. Питер прибывает на торжественный вечер в виде Человек-паука. Сначала Гоблин пытается убедить Человека-паука присоединиться к нему, но получает отказ, поэтому злодей собирается убить Паука. Начинается сражение. После небольшой потасовки в здании двое выбираются на улицы. В конце концов Человек-паук побеждает Зелёного гоблина и закутывает его в паутину. Гоблин заявляет, что установил тыквенную бомбу в здании, где проходило мероприятие. Когда Человек-паук возвращается, чтобы найти её, Джон Джеймсон догадывается, что бомба спрятана в люстре, и Человек-паук устраняет её. Он запускает бомбу в небо, и она безвредно взрывается. Однако, когда Человек-паук возвращается за Зелёным гоблином, того уже и след простыл.
После окончания танцев друзья Гарри посчитали, что он их бросил, так как больше не появлялся. На самом деле Гарри прячется у стены рядом с ними и делает ещё один глоток из флакона со смесью, а затем уходит. Вскоре после этого Питер возвращается и обнаруживает, что танцпол почти пустой, за исключением Мэри Джейн, которая танцует с другим мальчиком. Питер печалится, но Мэри Джейн подходит к нему и говорит, что она сохранила для него последний танец.

## Роли озвучивали
- Джош Китон — Питер Паркер (Человек-паук)
- Стивен Блум — Зелёный гоблин
- Лейси Шабер — Гвен Стейси
- Джон Ди Маджо — Молотоглав
- Джошуа Лебар — Флэш Томпсон
- Ванесса Маршалл — Мэри Джейн Уотсон
- Даран Норрис — Джей Джона Джеймсон / Джон Джеймсон
- Алан Рачинс — Норман Озборн
- Кевин Майкл Ричардсон — Томбстоун
- Джеймс Арнольд Тэйлор — Гарри Озборн
- Аланна Юбак — Лиз Аллан
- Питер Макникол — Доктор Отто Октавиус

## Производство
Сценарий к эпизоду «Катализатор» написал Эндрю Робинсон, срежиссировал его продюсер мультсериала Виктор Кук. Первоначально он транслировался в блоке Kids WB! для The CW 26 апреля 2008 года в 10:00 утра по восточному / тихоокеанскому времени с возрастным рейтингом TV-Y7-FV. Перед серией предшествовали повторы эпизодов «Естественный отбор» и «Соревнование». Эта серия была первым новым эпизодом мультсериала, который вышел в эфир после двухнедельного перерыва после эпизода «Невидимая рука». Название эпизода «Катализатор» расширяет образовательную тематику сериала, выбранную Грегом Вайсманом (завязка именований эпизодов, основываясь на химии).

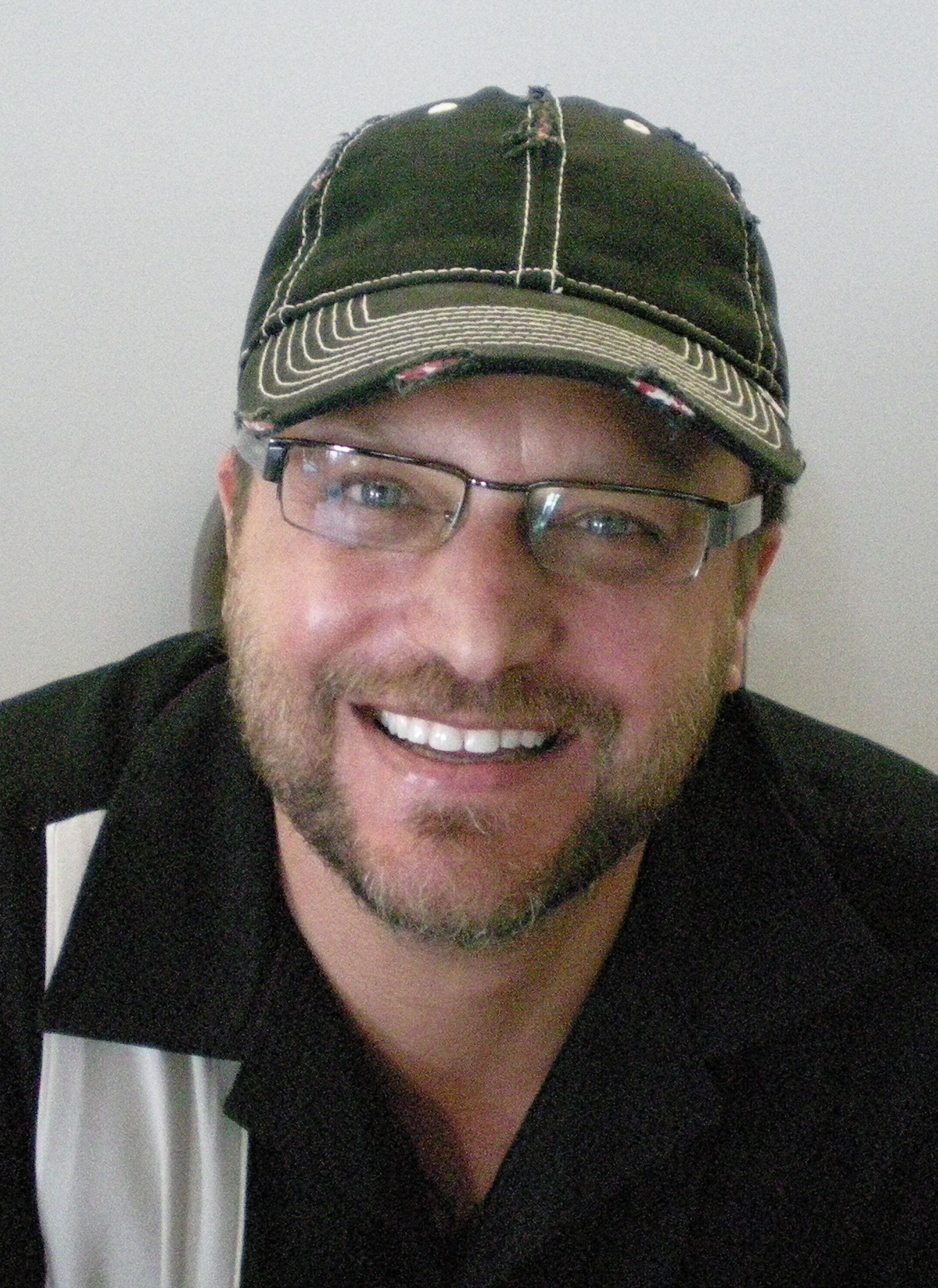
Стивен Блум озвучил Зелёного гоблина

Костюм Зелёного гоблина был в основном разработан на его версии из комиксов. Основная структура была основана на первоначальных проектах, нарисованных Алексом Россом для Гоблина в фильме 2002 года «Человек-паук», которые так никогда и не использовались. Были внесены изменения, чтобы одежда напоминала средневековую. Костюм имеет зелёный цвет, который в широкой цветовой схеме Кука используется в мультсериале для обозначения негативных ситуаций в жизни Питера, в то время как позитивные события, такие как уроки по биологии, имеют другие ключевые цвета, например, жёлтый.
Зелёного гоблина озвучил Стивен Блум. Блум также сыграл персонажа в нескольких различных видеоиграх и мультсериалах. На момент трансляции эпизода, он также озвучивал Росомаху в мультсериале «Росомаха и Люди Икс», который шёл на Nicktoons.
Мэри Джейн была озвучена Ванессой Маршалл. Маршалл ещё озвучивала несколько мультсериалов и видеоигр, а также снималась в рекламных роликах и выступала в стендапе. Она снималась в рекламе Honda, когда её агент, Кэти Лиццио, позвонила ей, чтобы подтвердить, что Ванесса получила роль Мэри Джейн, просто сказав: «Привет, это Мэри Джейн?». Обрадованная Маршалл упала на колени и начала интенсивно дышать, что обеспокоило продюсеров рекламного ролика. Мать Маршалл озвучивала Женщину-паука в мультсериале о Человеке-пауке 1980-х годов. Хотя интерес Маршалл к Человеку-пауку возник ещё в юности, когда она читала комиксы. В отношении своего персонажа Маршалл отметила, что роль «невероятно сложная»:
Её сила играет важную роль в росте и взрослении Питера — она действительно держит его в узде. Несмотря на то, что наши персонажи ещё только учатся в старшей школе во время событий этого мультфильма, и вы не получите значительного развития этого персонажа на данном этапе сериала, я знаю, что это будет в будущем, и потому это влияет на то, как я играю её сейчас.Ванесса Маршалл про Мэри Джейн
17 марта 2009 года «Катализатор» стал доступен на DVD The Spectacular Spider-Man, Volume 3 вместе с эпизодами «Реакция» и «Принцип неопределённости». В томе представлены эпизоды, в которых Зелёный гоблин описывается как выдающийся персонаж. Эпизод также стал доступен в бокс-сете полного сезона на DVD The Spectacular Spider-Man: The Complete First Season DVD Review, в котором были представлены все остальные эпизоды первого сезона мультсериала.

## Отзывы

Динамика оценок IGN к эпизодам 1 сезона мультсериала

После первой трансляции эпизод получил высший рейтинг Нильсена за сезон.
Серия получила в целом положительную оценку телевизионных критиков. Эрик Голдман из IGN дал ей оценку 8,0 и написал, что «[хотя она] и не входит в число самых лучших эпизодов, это была ещё одна забавная и захватывающая часть мультсериала». Высказываясь про Зелёного гоблина, Голдман отметил, что он «возможно, немного сверхчувствителен к тому, как его изображают», учитывая, что дизайн, хоть и похож на комиксы, является более точной его версией; Голдман считал, что личность персонажа «слишком напоминает Джокера», культового злодея из комиксов DC о Бэтмене, но полагал, что его «злобная сторона» сработала. Мэри Джейн Голдман назвал «сообразительной» и «весёлой девушкой». Критик также похвалил таинственность истинной личности Зелёного гоблина.
Шон Эллиот, редактор журнала iF, поставил эпизоду оценку «А». В своей рецензии он написал, что сюжетная линия, в которой Питер и Мэри Джейн вместе отправились на вечеринку, заставила его ностальгировать по старым комиксам, в которых была эта пара, ведь в нынешних публикациях такого не происходит. Как и Голдману, Эллиоту понравилась таинственность истинной личности Гоблина (критик написал: «К тому же мне очень-очень понравилась вся эта приманка и переход к личности Гоблина. Будет интересно посмотреть, станет ли он Норманом Озборном или у них есть что-то ещё в коллективном рукаве»).
Майкл Танака из Firefox News поставил эпизоду 5 звёзд из 5 и написал, что «самым забавным, помимо великолепных сюжетных линий, было то, что я думал обо всех, кроме Человека-паука в этом эпизоде». Он также отметил, что «актёры второго плана были в своих лучших проявлениях». Ещё Майклу «показалось забавным, что в то время как все уклонялись от летучих мышей Гоблина, Томбстоун их просто ловил».
Джастин Феликс из DVD Talk написал, что «Катализатор» был «забавным эпизодом», хотя «подростковых „спектаклей“ на школьных танцах было многовато».
Зрители тоже тепло восприняли эпизод; Screen Rant поставил его на 9 место в топе лучших эпизодов мультсериала по версии IMDb, а сайт CBR — на 8 место в таком же списке.